# Атіс Сьянітс
Атіс Сьянітс (латис. Atis Sjanīts; 12 жовтня 1964) — латвійський дипломат. Надзвичайний та Повноважний Посол Латвійської Республіки в Україні

## Біографія
Народився 12 жовтня 1964 року в Ліепайському районі, Латвія. У 1989 році закінчив Латвійський університет, юридичний факультет. У 1991 році Інститут іноземного та міжнародного права Макса Планка, Гамбург; У 1993 Віденський Університет — курс з міжнародних відносин; У 1994 році курс УНІДРУА, Рим; У 1995 Семінар з Європейського права, Лондон; Володіє іноземними мовами: Латиська, англійська, французька, німецька, литовська, російська.
У 1989—1992 рр. — працював лектором у Латвійському університеті
У 1992—1996 рр. — співробітник МЗС Латвійської Республіки: Голова відділу міжнародного права; Директор Правового департаменту; Заступник державного секретаря з правових і консульських питань
У 1996—2000 рр. — Надзвичайний і повноважний посол Латвійської Республіки в Литовській Республіці.
У 1998—2002 рр. — Надзвичайний і повноважний посол Латвійської Республіки у Святому Престолі за сумісництвом.
У 1999—2002 рр. — Надзвичайний і повноважний посол Латвійської Республіки у Мальтійському Ордені за сумісництвом.
У 2000—2002 рр. — Радник Прем'єр-Міністра Латвійської республіки з міжнародних питань
У 2003—2007 рр. — Надзвичайний і повноважний посол Латвійської Республіки в Канаді.
З 06.09.2007 по 2011 — Надзвичайний та Повноважний Посол Латвійської Республіки в Україні.
Арбітр від Латвії в суді з примирення та арбітражу ОБСЄ та в Постійному третейському суді в Гаазі

## Нагороди та відзнаки
- Орден князя Ґедиміноса (Литва)
- Орден святого Григорія Великого (Святий Престол)
- Орден за заслуги (Франція)
- орден князя Ярослава Мудрого V ступеня (2008) — за вагомий особистий внесок у розвиток українсько-латвійського співробітництва[1];
- Хрест Великого офіцера (Мальта)